# Desa Pulosari (administrativ by i Indonesien, Jawa Timur, lat -7,88, long 111,39)
Desa Pulosari är en administrativ by i Indonesien.   Den ligger i provinsen Jawa Timur, i den västra delen av landet, 500 km öster om huvudstaden Jakarta.